# Grottes de Wanfotang
Les grottes de Wanfotang (chinois : 万佛堂石窟 ; litt. « les grottes des dix-mille Bouddhas ») se trouvent sur la rive nord du Daling dans le xian de Yi, ville-préfecture de Jinzhou, dans la province du Liaoning en Chine. Elles ont été aménagées en temple bouddhiste à l'époque de la  dynastie Wei du Nord (386-534) fondée par un clan xianbei. Elles contiennent de nombreuses statues et des fresques.
Les grottes se laissent répartir en deux groupes, l'un à l'ouest avec sept grottes et l'autre à l'est avec neuf grottes, ce dernier ayant été sévèrement endommagé. A l'ouest, les principales grottes sont :
- La grotte n° 1, la plus vieille et la plus grande mais ses gravures internes ont été victimes de l'érosion.
- La grotte n° 5, elle porte une inscription datée de 499, son toit est gravé de milliers de petits Bouddhas.
- La grotte n° 6, elle est très grande mais la partie antérieure a été détruite. Elle contient une statue de Bouddha, des petites sculptures en relief  représentant aussi Bouddha ainsi que des fleurs de lotus et des apsaras (nymphes célestes).

Ce site a été classé en 1988 dans la liste des monuments historiques de Chine (3-45). 

## Référence
- (en) « Wanfotang Grottos », sur ChinaCulture.org

- (de) Cet article est partiellement ou en totalité issu de l’article de Wikipédia en allemand intitulé « Wanfotang-Grotten » (voir la liste des auteurs).